# Општина Дојран
Општина Дојран (мкд. Општина Дојран) једна је од 10 општина Југоисточног региона у Северној Македонији. Седиште општине је истоимено село Стари Дојран.
Општина Дојран једна је од општина са бројнијом српском мањином у Северној Македонији.

## Положај
Општина Дојран налази се у југоисточном делу Северне Македоније и гранична је са Грчком на истоку и југу. Са других страна налазе се друге општине Северне Македоније:
- север — Општина Валандово
- запад — Општина Богданци

## Природне одлике
Рељеф: Општина Дојран заузима западну половину басена Дојранског језера. Западни и северни део општине је планински, а најважнија планина је Беласица на крајњем северу општине.
Клима у општини је топлија варијанта умерене континенталне климе због утицаја Средоземља.
Воде: Дојранско језеро је једно од 3 велика језера у Северној Македонији и сви мањи водотоци у општини се уливају у ово језеро.

## Историја
Стари, богати град Стари Дојран постојао је у доба Херодота.
Порушен је градић Дорјан током Првог светског рата, јер су ту около били укопани немачки војни положаји. Бугарске хаубице су уништавале куће циљајући британске ровове. У насељу је пре тог рата било 2500 лепих кућа и црква Св. Илије, на брежуљку изван града. На другом крају брега са црквом, стојала је сахат-кула; оштећена, без сата и крова.
Неколико километара северније од Старог Дорјана никло је сиромашно рибарско насеље Нови Дорјан. То је иначе било нездраво маларично место, па су лекари Хигијенског завода у Скопљу били против насељавања. Насељена је ту и колонија Сретеново. Колонија и Нови Дорјан имали су тада укупно 180 кућа земуница и тршчара.

## Становништво
Општина Дојран имала је по последњем попису из 2021. г. 3.084 ст., од чега у седишту општине, селу Старом Дојрану, свега 413 ст. (13%). Општина је ретко насељена.
Национални састав по попису из 2002. и 2021.  године био је:
|           | 2002  | 2002 | 2021  | 2021 |
|           | Број  | %    | Број  | %    |
| Укупно    | 3,426 | 100  | 3,084 | 100  |
| Македонци | 2,641 | 77,1 | 2,528 | 82,0 |
| Турци     | 402   | 11,7 | 211   | 6,8  |
| Срби      | 277   | 8,1  | 152   | 4,9  |
| Остали    | 106   | 3,1  | 193   | 6,3  |

## Насељена места
У општини постоји 13 насељених места, сва са статусом села:
(* — насеље са српском мањином)
| - Стари Дојран - Дурутлија - Ђопчелија - Куртамзалија - Николић | - Нови Дојран - Органџалија - Севендеклија - Сретеново* - Фурка | - Црничани* - Чаушлија - Џумабос |  |

## Партнерски градови
- Вишеград, БиХ, Република Српска, од 2022.[4][5]